# Commanderie de Villemoison
La commanderie de Villemoison se situe dans le département de la Nièvre en Bourgogne-Franche-Comté à 3 km à l'est de Cosne-Cours-sur-Loire, sur la commune de Saint-Père, au lieu-dit la Commanderie.

## Historique
La fondation présumée de la commanderie de Villemoison serait antérieure à 1180 car un article du cartulaire du Temple de Saint-Bris, auquel elle appartint quelques années plus tard, en fait mention lors de sa formation.
Dès sa fondation, la commanderie s'étendit rapidement. En effet, en 1189, Guillaume de Donzy, seigneur local, fit don au Temple d'une partie des Bois dit de Gastine. De plus, en 1190, on retrouve la trace de nouvelles donations : la Terre d'Escueli appartenant à Hugue d'Arquien qui donnera tous ses biens au Temple et le moulin de Nesli donné au Templiers par Gaudefroy de Saint-Verain.
Les donations à la commanderie de Villemoison continueront jusqu'en 1240, date à laquelle Hugues de Saint-Fargeau fait don de la terre de Neuzy.
En 1294, Geoffroy de Charnay y est précepteur[réf. nécessaire].
En 1312, lors de la dissolution de l'Ordre, le pape Clément V fait don des terres et de la commanderie aux Hospitaliers de l'ordre de Saint-Jean de Jérusalem.
En 1792, les bâtiments et les terrains de la commanderie sont revendus comme biens du clergé.

## Commandeurs templiers
| Nom du commandeur      | Dates                  |
| Frère Robert Ferrecot  | 1180-1190 et 1220-1240 |
| Frère Gervais          | vers 1244              |
| Frère Gautier Gontier  | vers 1281              |
| Geoffroy de Charnay    | vers 1294              |
| frère Guillaume de Lus | 1303-1307              |

## Organisation

### La chapelle

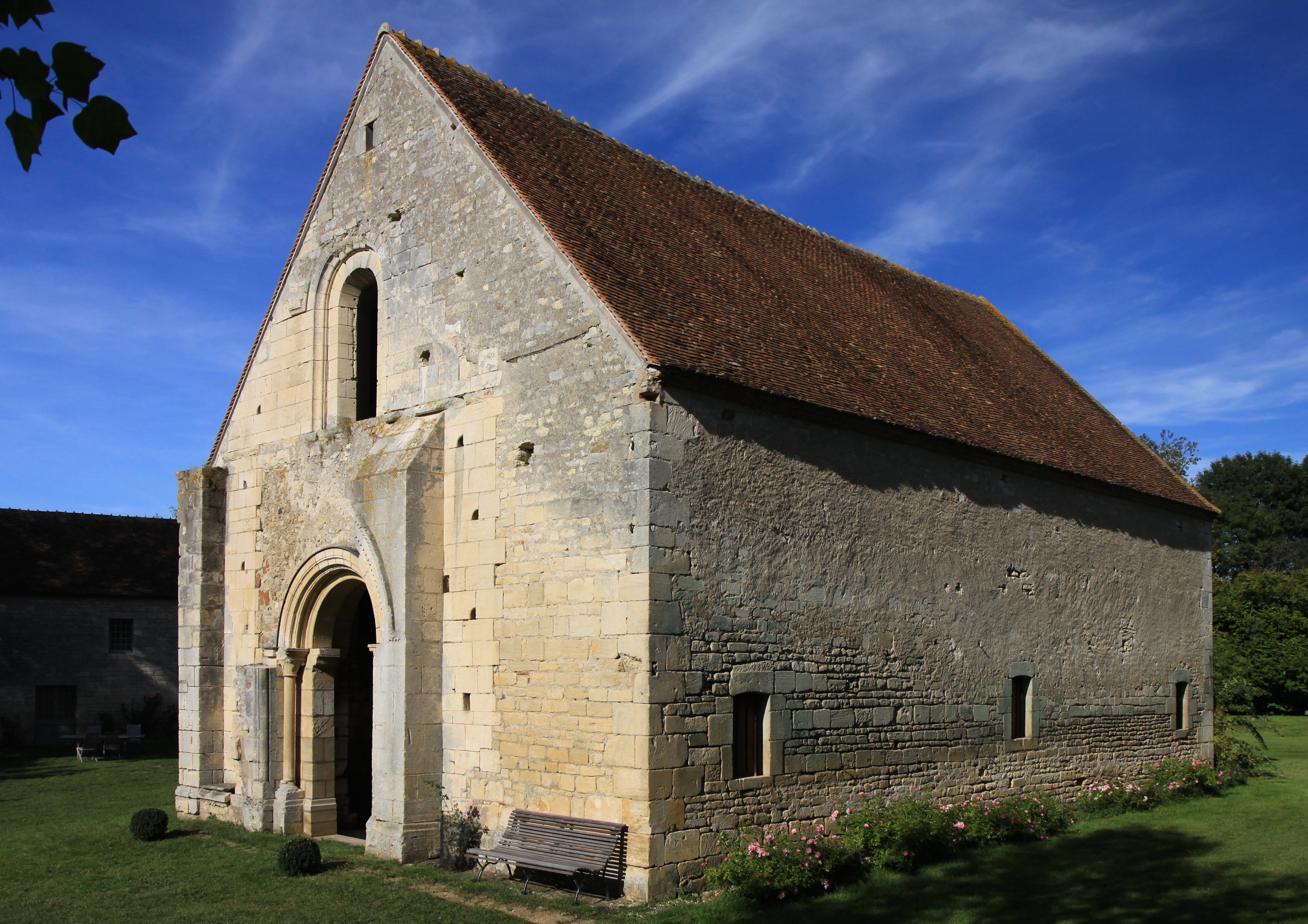
La chapelle de la commanderie.

La chapelle, de style roman, a été construite au XIIe siècle.
Elle est caractéristique des chapelles templières : rectangulaire et massive. Elle présente une abside en cul de four orientée à l'est. À l'intérieur, on trouve les traces d'une fresque au niveau de l'abside représentant le Christ en majesté entouré par les quatre évangélistes.
Orienté à l'ouest, le portail présente un travail d'ornements fournis : voussures, chapiteaux avec un décor floral, etc.
La chapelle fait l’objet d’un classement au titre des monuments historiques depuis le 21 septembre 1907.

### Le logis des chevaliers

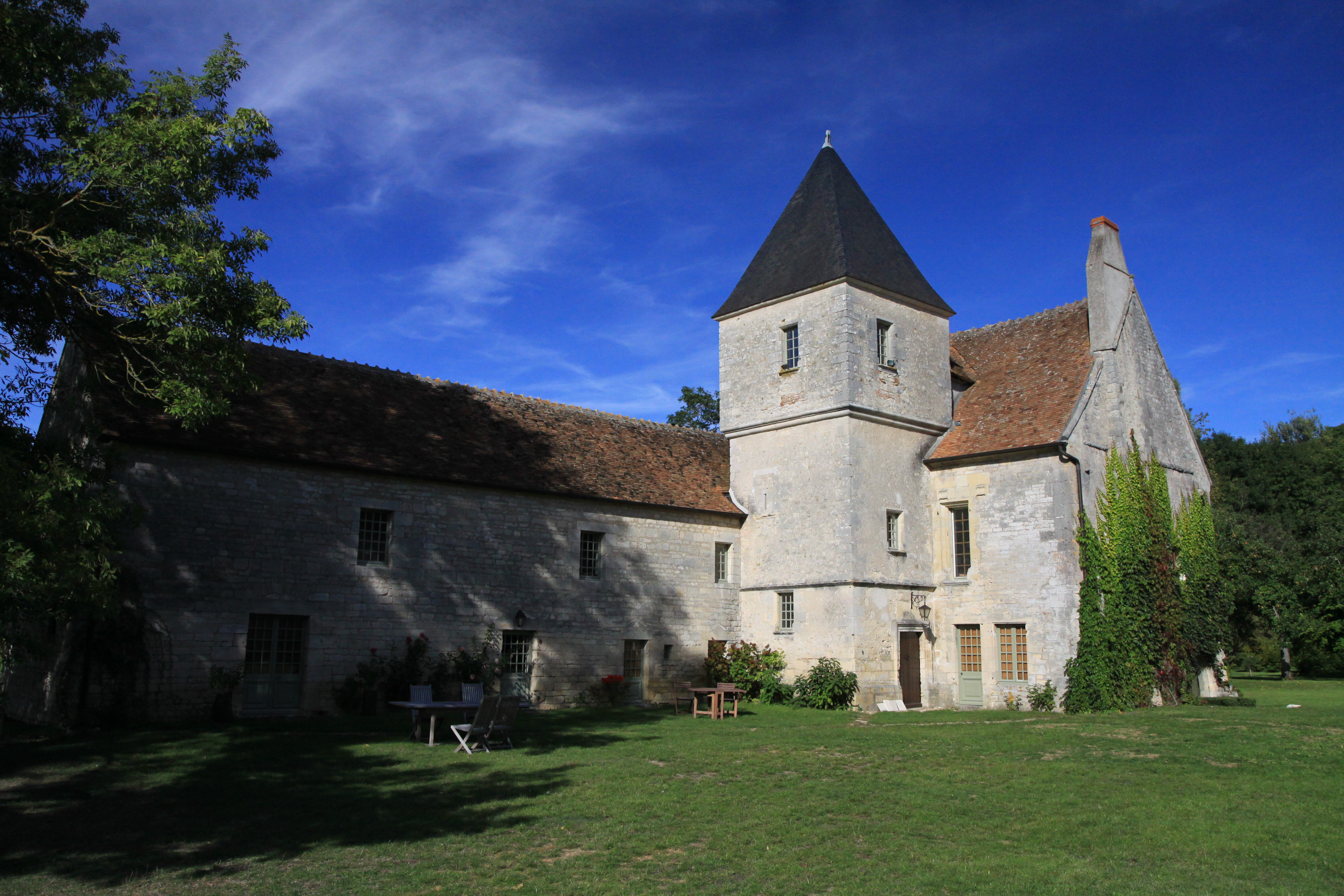
Le logis des chevaliers.

Le logis présente la particularité d'être en forme de "L" et d'être construit autour d'une tour escalier qui desservait les étages.
Au 1er étage, les fenêtres sont d'une taille surdimensionnée ce qui donne une impression de luminosité importante. Sur les fenêtres du deuxième étage, on peut découvrir les armes du commandeur hospitalier d'Ancienville (1528-1535).
Le logis prioral fait l’objet d’une inscription au titre des monuments historiques depuis le 18 août 1987.